# Théophile Voirol
Théophile Voirol, né le 3 septembre 1781 à Tavannes (principauté épiscopale de Bâle) et mort le 15 septembre 1853 à Besançon, est un général français de la Révolution et de l’Empire, fait pair de France par Louis-Philippe après avoir commandé l'armée française lors de la conquête de l'Algérie.

## Biographie
Tavannes, ville de la principauté épiscopale de Bâle, fait partie des territoires annexés par la République française en 1797 et est intégrée au département du Mont-Terrible (chef-lieu : Porrentruy). La ville de Bâle en revanche fait partie de la République helvétique (à partir de 1798).
Théophile Voirol est alors commis marchand à Bâle, après un apprentissage commencé en 1792 ; en 1799, il décide de s’enrôler dans le bataillon auxiliaire du Mont-Terrible en remplacement de son frère, désigné par la conscription.

### Guerres de la Révolution et de l’Empire
Il prend part comme sous-lieutenant à la bataille d’Austerlitz le 2 décembre 1805, combat ensuite en Pologne à Pułtusk puis en Espagne, où il est promu chef de bataillon. Il fait la campagne de 1812 en Russie.
Promu colonel l’année suivante, il se distingue pendant la campagne de France, notamment à la bataille de Nogent-sur-Seine et à Bar-sur-Aube 1814, et reçoit de Napoléon le grade de général de brigade. Il demeure fidèle à l'empereur et pendant les Cent-Jours, coopère à la défense de Strasbourg.

### La Restauration et le début de laMonarchie de Juillet
Au début de la seconde Restauration, il tombe en disgrâce, son grade de général de brigade lui est retiré, mais lui est rendu en 1823.
En 1820, il épouse à Avignon Anastasie Aumont, originaire de Besançon.
La campagne de Belgique, qu’il fait en 1831 et 1832, lui vaut les épaulettes de général de division en 1833.

### Commandant en chef en Algérie (avril 1833-juillet 1834)
Le 29 avril 1833, à la suite du rapatriement pour maladie du général Savary, qui va mourir en juin, Théophile Voirol reçoit le commandement en chef par intérim de l’armée d’Afrique en Algérie et conserve cette fonction jusqu’au 27 juillet 1834.
Durant son gouvernorat a lieu l'occupation de Bougie par une colonne commandée par le général Trézel le 29 septembre 1833. À Oran, le général Desmichels, qui agit de façon autonome, occupe Arzew et Mostaganem, et en février 1834 conclut avec l'émir Abd el-Kader un traité auquel Voirol n'a aucune part.
Dans les environs d'Alger, Voirol se préoccupe de la situation dans la Mitidja où la tribu des Hadjouthes defend sa patrie. Il fait établir un poste à Douera, mais son projet d'installer une garnison à Blida échoue faute des renforts demandés au gouvernement.
On lui doit aussi un certain nombre d'institutions : l’ouverture de la première école mutuelle à Alger le 27 mai 1833 ; l’établissement de l’hôpital du Dey et celui de l’église catholique ; l’institution d’une garde nationale à Alger ; l’organisation de la justice criminelle ; la création des colonies de Kouba et de Dely-Ibrahim ; l'assèchement des marais de l’Harach. Mais l’œuvre capitale du général Voirol est le tracé et le commencement d’exécution des routes du Sahel et de la Mitidja.
Par les ordonnances du 2 juin 1834, le gouvernement de Louis-Philippe opte officiellement pour le maintien de l'occupation en Algérie ; la fonction de gouverneur général alors créée est confiée au général Drouet d'Erlon.

### Fin de carrière (1834-1848)
De 1834 à 1840, Théophile Voirol est commandant militaire de Strasbourg. Le 30 octobre 1836, lorsque Louis-Napoléon Bonaparte, neveu de l'empereur, tente de soulever la garnison de Strasbourg avec l'objectif de marcher sur Paris et de renverser la monarchie de Juillet, le général Voirol et une partie des officiers refusent de le suivre : cette résistance et la discipline de la troupe font rapidement échouer la tentative.
En 1839, Louis-Philippe lui donne un siège à la Chambre des pairs et des lettres de grande naturalisation. De 1840 à 1848, Voirol est commandant militaire de la place de Besançon, jusqu'à sa retraite.
Mort à Besançon le 15 septembre 1853, il est inhumé au cimetière protestant des Champs-Bruley.
Le fort de Montfaucon appartenant à la place fortifiée de Besançon porte le nom de « fort Voirol ».
Une maison de style mauresque construite par lui à Tavannes en 1835 est devenue un bâtiment administratif des Chemins de fer du Jura.
Une colonne Voirol a été érigée en Algérie en 1834.

## Distinctions
- Grand officier de la Légion d'honneur (18 avril 1834)
  - Commandeur de la Légion d'honneur le 2 avril 1814
  - Officier de la Légion d'honneur le 22 juin 1813
  - Chevalier de la Légion d'honneur le 14 avril 1807
- Commandeur à titre militaire de l'ordre de Léopold de Belgique en janvier 1833